# 逢谷内 (新潟市)
逢谷内（おうやち）は、新潟県新潟市東区の町字。現行行政地名は逢谷内一丁目から逢谷内六丁目と大字逢谷内。住居表示は一丁目から六丁目は実施済み区域、大字は未実施。郵便番号は950-0814。

## 概要
1889年（明治22年）から現在の大字。および1981年（昭和56年）から現在の町名。通船川南岸に位置する。
もとは江戸時代から1889年（明治22年）まであった逢谷内新田の区域の一部。

### 隣接する町字
北から東回り順に、以下の町字と隣接する。
- 大形本町
- 岡山
- 寺山
- 豊

## 歴史
1633年（寛永10年）の開発。1889年（明治22年）に松島村の大字となり、当初は逢谷内新田と称した。昭和30年代後半から宅地化が進行した。

### 年表
- 1889年（明治22年）4月1日 : 合併により松島村の大字となる。
- 1898年（明治31年）2月4日 : 松島村の村域が三分割され、三箇村の大字となる。
- 1901年（明治34年）11月1日 : 合併により大形村の大字となる。
- 1943年（昭和18年）6月1日 : 合併により新潟市の大字となる。
- 2007年（平成19年）4月1日 : 新潟市の政令指定都市移行により、東区の大字となる。

## 世帯数と人口
2018年（平成30年）1月31日現在の世帯数と人口は以下の通りである。
| 丁目         | 世帯数    | 人口    |
| ------------ | --------- | ------- |
| 逢谷内一丁目 | 269世帯   | 698人   |
| 逢谷内二丁目 | 180世帯   | 443人   |
| 逢谷内三丁目 | 179世帯   | 427人   |
| 逢谷内四丁目 | 125世帯   | 288人   |
| 逢谷内五丁目 | 237世帯   | 516人   |
| 逢谷内六丁目 | 137世帯   | 287人   |
| 計           | 1,127世帯 | 2,659人 |

## 小・中学校の学区
市立小・中学校に通う場合、学区は以下の通りとなる。
| 大字・丁目   | 番地 | 小学校             | 中学校             |
| ------------ | ---- | ------------------ | ------------------ |
| 逢谷内       | 全域 | 新潟市立大形小学校 | 新潟市立大形中学校 |
| 逢谷内一丁目 | 全域 | 新潟市立大形小学校 | 新潟市立大形中学校 |
| 逢谷内二丁目 | 全域 | 新潟市立大形小学校 | 新潟市立大形中学校 |
| 逢谷内三丁目 | 全域 | 新潟市立大形小学校 | 新潟市立大形中学校 |
| 逢谷内四丁目 | 全域 | 新潟市立大形小学校 | 新潟市立大形中学校 |
| 逢谷内五丁目 | 全域 | 新潟市立大形小学校 | 新潟市立大形中学校 |
| 逢谷内六丁目 | 全域 | 新潟市立大形小学校 | 新潟市立大形中学校 |

## 主な企業・施設
- 大形郵便局
- クスリのアオキ 逢谷内店

## 交通

### 道路
- 国道7号